# 奥利斯·卡拉科皮
奥利斯·卡拉科皮（芬蘭語：Aulis Kallakorpi，1929年1月1日—2005年5月15日），芬兰男子跳台滑雪运动员。他曾代表芬兰参加1956年冬季奥林匹克运动会跳台滑雪比赛，获得男子个人普通跳台银牌。